# Karabinek KP-32
Karabinek KP-32 – polski prototyp karabinka powtarzalnego z okresu międzywojennego.
W roku 1927, w związku z rozbudową polskiego przemysłu powstał projekt utworzenia na Politechnice Warszawskiej Katedry Wojskowej. Jednostka ta miała zająć się kształceniem polskich specjalistów z zakresu budowy broni. Jednakże małe fundusze nie pozwoliły na zrealizowanie tego pomysłu i ostatecznie powstała tylko Sekcja Uzbrojenia przy Wydziale Mechanicznym PW. W roku akademickim 1930/1931 jednym z absolwentów tej sekcji był Józef Maroszek.
Zrealizował pracę dyplomową pt. „Uproszczenie technologiczne karabinu krajowej produkcji”. Zdecydował on zająć się karabinkiem wz. 29 produkowanym w Fabryce Broni w Radomiu od roku 1930. Promotorem pracy został ówczesny wicedyrektor Fabryki Karabinów w Warszawie, A. W. Karczewski, wykładający jednocześnie na Politechnice Warszawskiej.
Opiekun pracy pozytywnie ocenił projekt Maroszka i umożliwił mu wykonanie prototypu broni w Fabryce Karabinów w Warszawie, gdzie ten odbywał staż. Model karabinka wykonano w 1931 roku.
Jedną z charakterystycznych cech karabinka Maroszka była uproszczona technologia wykonania zamka. Umożliwiało to masową produkcję broni w zwykłych warsztatach mechanicznych i dlatego też zainteresowało się tym Ministerstwo Spraw Wojskowych. Skutkowało to tym, że Wojskowy Zakład Zaopatrzenia Uzbrojenia, jeszcze przed wykonaniem prototypu zamówił 66 nowych karabinków w cenie po 750 zł, z datą odbioru 30 kwietnia 1932 roku. Pozyskane karabinki planowano przekazać wybranym oddziałom do przetestowania podczas letnich manewrów. Zamówienia tego nie zrealizowano, najprawdopodobniej z powodu kłopotów z prototypem.
W lipcu 1932 roku wykonano dwa następne prototypy karabinka Maroszka, który w tym czasie był już pracownikiem Biura Technicznego Instytutu Badań Materiałów Uzbrojenia. Broń otrzymała także oznaczenie KP-32 (w dokumentach była również określana jako: „kbk uproszczony", „kbk nowy", „kbkM" lub „kbk uproszczony wz. 32". Przeprowadzone próby prototypów nie dały pomyślnych wyników. W kwietniu następnego roku przedstawiono kolejny, udoskonalony prototyp. Poddano go kolejnym testom, trwającym do marca 1934 roku. Porównywano nową broń z dotychczas używanymi karabinkami wz. 29 oraz wz. 98 produkcji polskiej i niemieckiej.
Nowy karabinek KP-32 miał mniejszą masę od karabinku wz. 29 o 140 g. Lufa KP-32 miała kształt stożkowy zwężający się z 24 do 18 mm oraz większą masę od tej z karabinka wz. 29. Dzięki temu KP-32 miał mniejszy odrzut oraz lepszą celność. Ponadto zmniejszono liczbę części – KP-32 miał 42 części, wobec 66 w karabinku wz. 29. Zamek w KP-32 składał się z tylko 6 części, zaś zamek kbk wz. 29 – 10. Zaletą nowego karabinka był także wygodniejszy kształt kolby, lepsze położenie środka ciężkości, większa odporność lufy na zużycie, odporniejsza na odkształcenia komora nabojowa oraz lepiej wykonany gwint lufy. Za wady uznano m.in.: budowę podajnika, konstrukcję uchwytu bezpiecznika, brak pierwszego oporu w urządzeniu spustowym, budowę iglicy i bączka, zbyt szybkie zużywanie się części mechanizmu, bardziej kłopotliwe składanie zamka i całej broni, konstrukcję przyrządów celowniczych oraz wrażliwość zamka na zanieczyszczenia.
Badania balistyczne, podrzutu, odrzutu i celności wykazały wiele zalet nowej broni. Najlepsze wyniki osiągnięto przy badaniu stabilizacji średniego toru. Wtedy to okazało się, że karabinek KP-32 przewyższa karabinek wz. 1929 aż o 55,9%. Jednakże strzelanie szkolno-bojowe dało bardzo złe wyniki, co było spowodowane złym celownikiem przeziernikowym w nowej konstrukcji. Konstruktor zapewnił, że wszystkie usterki, poza celownikiem i pasowaniem zamka były łatwe do usunięcia. Jednak nie poprawiono ich i ostatecznie nie podjęto produkcji seryjnej.
KP-32 był karabinkiem powtarzalnym z lufą stożkową bez stopni oraz zamkiem ślizgowo-obrotowym, składającym się z 6 części. Zamek ten miał dwa symetryczne rygle na trzonie oraz dodatkowy rygiel umieszczony w pobliżu rączki. Geometrycznie powiększony zamek KP-32 zastosowano później w karabinie przeciwpancernym wz. 35 Ur, którego konstruktorem również był inż. Maroszek. KP-32 zasilany był z magazynka pudełkowego, całkowicie schowanego w łożu.